# Siegfried Rapp
Siegfried Rapp, né à Chemnitz le 4 octobre 1917 et mort en 1977 dans la même ville, est un pianiste allemand.

## Biographie
Amputé du bras droit durant la Seconde Guerre mondiale, Siegfried Rapp s'est spécialisé dans le répertoire pour la main gauche. Il est principalement connu pour avoir créé à Berlin, en 1956, le Concerto pour piano no 4 de Prokofiev,.